# ちょっと神様
『ちょっと神様』（ちょっとかみさま）は、1982年1月8日から同年3月12日まで、TBS系『金曜ドラマ』で放送されていた日本のテレビドラマ。全10話。

## 内容
大石広志は、東京・原宿にある「綿津見神社」の事務長。よく他人に親切にしたり、人助けに走り回ってはいるが、自分は損ばかりしていて、結婚間近の恋人・有田勢子との結婚式の日取りまで延ばしてしまうほど。結婚式場、幼稚園、バーも運営する神社と広志を中心とした物語を描く。

## スタッフ
- 脚本 - 柴英三郎
- 音楽 - 冬木透
- 演出 - 鈴木利正（第1話、第4話、第6話、第8話、第10話）、前川英樹（第1話 - 第3話、第5話、第7話、第9話、第10話）
- 制作 - 大山勝美
- テーマ曲 - パッヘルベルのカノン

## キャスト
- 大石広志 - 加藤剛
- 玉木尚徳 - 林隆三
- 有田勢子 - 中田喜子
- 大石克造（広志の父） - 中条静夫
- 大石房江（広志の母） - 渡辺美佐子
- 滝沢君子（広志の姉） - 吉行和子
- 兼光 - 原保美
- ルリ子 - 高橋恵子（現・高橋彩夏）
- まゆみ - 森下愛子
- 加代（バー「パンの木」のママ） - 大塚道子
- - 岡本舞
- - 岸部一徳
- - 矢野宣
- 忠治（ルリ子の兄） - 角野卓造
- - 宇江佐りえ
- ジョー - キム・バス
- - 小林哲子
- - 片岡五郎
- - 浜田寅彦
- - 高杉哲平
- - 伊東達広
- - 福士秀樹

ほか

## サブタイトル
- 第1話 「みんなでシワ寄せ」
- 第2話 「一枚の写真」
- 第3話 「婚約者たち」
- 第4話 「魔性の女」
- 第5話 「許す人」
- 第6話 「助けて下さい」
- 第7話 「去りゆく人々」
- 第8話 「ライバル」
- 第9話 「母よ、つらい許しを」
- 最終話（第10話） 「残された愛」

| TBS 金曜ドラマ | TBS 金曜ドラマ | TBS 金曜ドラマ   |
| 前番組         | 番組名         | 次番組           |
| -------------- | -------------- | ---------------- |
| 想い出づくり。 | ちょっと神様   | あまく危険な香り |